# Staartdeling

Een staartdeling waarbij 116331 wordt gedeeld door 17

Een staartdeling is een algoritme om (op papier) een deling uit te voeren. Een staartdeling maakt gebruik van de eigenschappen van een positiestelsel. Ze kan worden gebruikt in zowel het decimale stelsel als bijvoorbeeld het octale of binaire stelsel.
In het Nederlandse basisonderwijs worden naast de staartdeling ook andere algoritmes gebruikt om het delen aan te leren, zoals het happendelen of happen volgens het realistisch rekenen. Die gaan veel duidelijker uit van herhaald optellen, maar missen de heldere systematiek van de staartdeling. Bij het vroeger met de hand worteltrekken (van tweede- en derdemachtswortels) werd een soortgelijk algoritme als bij de staartdeling gebruikt.

## Voorbeeld

### Nederland
In het voorbeeld wordt 135 (het deeltal) gedeeld door 11 (de deler). Er wordt gebruikgemaakt van de eigenschappen van de decimale voorstelling. Eerst wordt geprobeerd het eerste getal 1 (van één 100-tal) door 11 te delen. Omdat 1 kleiner is dan 11, gaat dat niet. Vervolgens wordt gekeken naar de volgende twee cijfers: 13 (van de tientallen). Die kunnen door 11 gedeeld worden. Dat gaat 1 keer. Die 1, die staat voor 1 tiental, wordt aan de rechterkant opgeschreven. Vervolgens wordt de rest berekend, oftewel: hoeveel tientallen blijven er over?
```
  11 / 135 \ 1
       
11

        2
```

Er zijn nog 2 tientallen over, die samen met de 5 eenheden (het volgende cijfer uit het deeltal) 25 eenheden vormen. Deze 25 eenheden worden gedeeld door het deeltal 11. Dat gaat 2 keer, en die 2 wordt rechts naast de 1 op de plaats van de eenheden opgeschreven.
```
  11 / 135 \ 12
       
11

        25
        
22

         3
```

Er blijft een rest 3 over. Het resultaat is: 135 = 12 × 11 + 3.
De deling kan voortgezet worden voor het verkrijgen van de complete decimale voorstelling (decimale breuk). Er wordt dan gebruikgemaakt van tienden, honderdsten, enzovoort door de rest te zien als 30 tienden en dit weer door 11 te delen. Dat gaat 2 keer. Er komen dus 2 tienden bij het antwoord. Er blijven dan nog 8 tienden over (30 - 2 × 11 = 8). Die worden beschouwd als 80 honderdsten, enzovoorts. De staartdeling van hierboven wordt als volgt voortgezet:
```
  11 / 135 \ 12,27...
       
11

        25
        
22

         30
         
22

          80
          
77

           3 enz.
```

De rest (afgezien van de macht van 10), hier 2, 3, 8, 3,.., kan 0 worden; het exacte quotiënt heeft dan een eindig aantal cijfers achter de komma. Als dit niet gebeurt en het deeltal heeft wel een eindig aantal cijfers achter de komma, dan hangt het verdere verloop van de staartdeling uiteindelijk steeds alleen van de rest af. Het aantal waarden dat de rest dan hoogstens kan aannemen is één minder is dan de deler. Hieruit volgt dat de breuk een repeterende breuk is met een periode van maximaal de deler min 1.
Dit geldt analoog bij een ander grondtal.

### België
In België wordt de volgende notatie gebruikt:
```
   135      │ 11
  -11       ├───────
    25      │  12,272...
   -22
     30
    -22
      80
     -77
       3
```

Waarbij de verwoording in principe dezelfde is als bovenstaand: 135 (deeltal) gedeeld door 11 (deler):
1. Hoe vaak gaat 11 in 13? 1 maal, dit is het begin van de uitkomst (quotiënt).
2. 1 maal 11 wordt onder de 13 geschreven en ervan afgetrokken, rest 2.
3. Daarbij voegt men het volgende getal (eenheid): 5; hoe vaak gaat nu 11 in 25? 2 maal.
4. 2 maal 11 (22) trekt men dan van 25 af, rest 3.
5. De deling zou hier kunnen eindigen, de uitkomst is dan "12, rest 3".
6. Rekent men verder na de komma, dan voegt men een nul toe, zo bekomt men 30.
7. Hoe vaak gaat 11 in 30? 2 maal, dit het vervolg van de uitkomst (tot 1 cijfer na de komma).
8. 2 maal 11 (22) schrijft men onder de dertig om het ervan af te trekken: 8
9. Zo gaat men verder tot men:

rest nul krijgt,
of een repeterende breuk,
of een uitkomst met voldoende cijfers na de komma.
Is de deler een kommagetal, dan voegt men bij het deeltal evenveel nullen na de komma als er cijfers na de komma staan bij de deler. Bijvoorbeeld 25 delen door 2,25 wordt in deze staartdeling genoteerd als:
```
25,00    │ 2,25
         ├──────
```

## Staartdeling in het Nederlandse onderwijs
Sinds de invoering van het realistisch rekenen wordt op veel scholen de klassieke staartdeling niet meer geleerd aan de kinderen, maar wordt de zogenaamde hapmethode (happendelen) aangeleerd. Hierbij wordt geschat hoe vaak de deler in het te delen getal past. Omdat dit een andere manier van delen is, kunnen ouders hun kinderen thuis minder goed helpen bij het leren delen. Zij hebben immers vroeger de klassieke staartdeling geleerd op de basisschool.
Toch zijn de overeenkomsten met de klassieke staartdeling groter dan de verschillen. Het grote verschil is dat bij de hapmethode een algoritme wordt uitgevoerd, gebaseerd op de distributieve eigenschap van de vermenigvuldiging. Het is onbekend of leerlingen hier feitelijk behoefte aan hebben. De hapmethode leidt tot een minder efficiënte schrijfwijze (zeker in het begin). Een enkele keer leidt de flexibiliteit van de moderne staartdeling tot een efficiëntere berekening (bijvoorbeeld bij 3650 : 37).
Sinds 2010 wordt de klassieke staartdeling weer aangeboden in rekenmethodes, zoals Reken Zeker en De wereld in getallen. De staartdeling kan gerekend worden tot de kenmerken van het functioneel rekenen. De hapmethode wordt gerekend tot het realistisch rekenen.

### Voorbeeld
Deze methode kan geïllustreerd worden met het bovenstaande voorbeeld. Gevraagd wordt 135 : 11. Er moeten dus berekend worden hoe vaak 11 van 135 kan worden afgetrokken. Het is gemakkelijk in te zien dat in ieder geval 10 keer 11, dus 110, afgetrokken kan worden. Er blijft 135−110=25 over. Weer is gemakkelijk in te zien dat 2 keer 11, dus 22, afgetrokken kan worden. Het aantal keer dat de deler 11 in het deeltal 135 past is dus 10+2=12. En de rest is 25−22=3.
De flexibiliteit van hapmethode zit daarin dat men, als men niet zeker weet of 11 wel 10 keer van 135 kan worden afgetrokken, eerst eens 9 keer kan proberen; dan blijft als rest 36. Het valt niet moeilijk in te zien dat er nu nog maar 3 keer 11 afgetrokken kan. Het aantal keer dat de deler 11 in het deeltal 135 past is dus 9+3=12. En de rest is 36−33=3.
Ook met de hapmethode is het mogelijk een nauwkeuriger antwoord te vinden met behulp van decimale breuken. 3 moet nog door 11 gedeeld worden. Een eerste poging levert bijvoorbeeld 0,2×11=2,2 op. Er blijft 3−2,2=0,8 over. Deze procedure kan naar believen worden herhaald.
Bij grotere berekeningen is het wenselijk een eenduidige notatie te gebruiken. Links staan twee stappen uit de berekening. Rechts de meest efficiënte schrijfwijze. Deze is vrijwel identiek aan de klassieke staartdeling in het bovenstaande voorbeeld, die direct tot het juiste resultaat leidt.
```
   STAP 1                    STAP 2                            EFFICIËNT
   135 : 11 =                135 : 11 = 12                     135 : 11 = 12
   
110
 : 11 = 10             
110
 : 11 = 10                     
110

    25                        25                                25
                              
22
 : 11 = 2                       
22

                               3                                 3
```

## Toepassing op veeltermen
Een staartdeling kan ook gebruikt worden voor de deling van een polynoom (veelterm) door een andere. Analoog aan het bovenstaande voorbeeld volgt de volgende staartdeling:
```
  x+1 / x²+3x+2 \ x+2
        
x²+ x

           2x+2
           
2x+2

              0
```

Conclusie: x²+3x+2 = (x+2)(x+1).
Ander voorbeeld: (x³+x)/(x-1)
```
    x-1 / x³ + x \ x² + x + 2 + 2/(x-1)
x²:       
x³ - x²

                               (x³ + x) - (x³ - x²) = x³ + x - x³ + x² = 
x² + x

x:             
x² + x

               
x² - x

                               (x² + x) - (x² - x) = x² + x - x² + x = 
2x

2:                 
2x

                   
2x - 2

                               (2x) - (2x - 2) = 2x - 2x + 2 = 
2

                        
2
```

Een dergelijke deling is nuttig als een van de nulpunten van een polynoom bekend is en men de andere nulpunten wil berekenen.

## Microprocessor
Behalve door mensen wordt het staartdelingsalgoritme ook door computers gebruikt. In een microprocessor wordt een binaire deelinstructie op een wijze uitgevoerd die behoorlijk dicht bij de wijze zit waarop wij mensen deze uitvoeren, bijvoorbeeld voor vijftien/drie=vijf, binair geschreven als 1111/11=101:
```
Nederland          België
11 / 1111 \ 101    1111 │ 11
     
11
           –11   ├───
      01            01  │ 101
      
  0
            –0
       11            11 
       
11
           -11
        0  
```

Eenvoudige processoren, zoals de MOS 6502 hebben geen deelinstructie. Om op computers met dit soort processoren te kunnen delen, wordt het staartdeelalgoritme in de programmatuur opgenomen.
In de Pentium werd een variant op het staartdelingsalgoritme toegepast; in plaats van aan de rechterkant (het antwoord dus) alleen positieve cijfers te schrijven kon de Pentium daar ook negatieve cijfers zetten. Hierdoor kon de Pentium een snellere methode gebruiken om het juiste cijfer te bepalen.
De methode met negatieve cijfers geeft echter niet altijd het goede antwoord. Met behulp van een tabel bepaalde de Pentium in welke gevallen het toegestaan was met negatieve getallen te werken. Ergens tussen ontwerpkamers en fabriek ontstond echter een foutje in de betreffende tabel. Dit leidde tot de beruchte FDIV-bug, hetgeen fabrikant Intel veel gezichtsverlies opleverde en haar noodzaakte tot een dure terugroepactie.
Bij zwevende-kommagetallen ontstaan bij veel delingen afrondingsfouten.